# Vendémian
Vendémian är en kommun i departementet Hérault i regionen Occitanien i södra Frankrike. Kommunen ligger i kantonen Gignac som tillhör arrondissementet Lodève. År 2022 hade Vendémian 1 157 invånare.

## Befolkningsutveckling
Antalet invånare i kommunen Vendémian
Referens:INSEE